# Flipper (televisieserie)
Flipper is een Amerikaanse televisieserie uit de jaren zestig die draait rond de filmfiguur Flipper, een dolfijn, die in een gelijknamige film uit 1963, de film Flipper's New Adventure uit 1964 en later ook in Flipper uit 1996 eveneens in de bioscoop te zien was.
De eerste film over Flipper uit 1963 was een groot succes en al een jaar later kreeg Flipper een televisieserie. Daarin beleeft het dier uiteenlopende avonturen met de zoons (Buddy en Sandy) van Porter Ricks, de opzichter van een natuurreservaat.

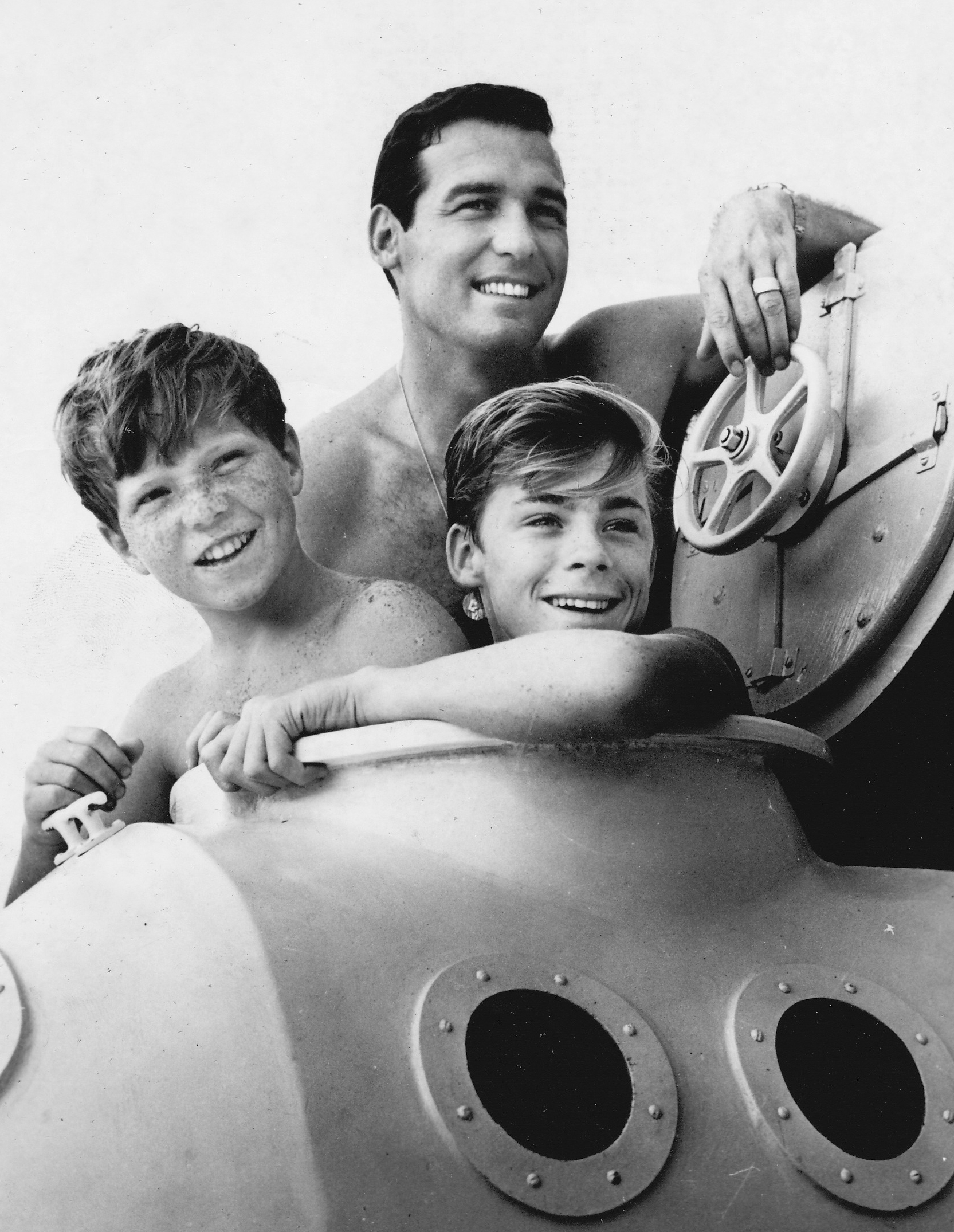
Foto van Brian Kelly (Porter Ricks), Luke Halpin (Sandy) en Tommy Norden (Buddy) ter promotie van Flipper

De televisieserie liep van 1964 tot 1968 en is nog vele malen herhaald. De rol van Flipper werd vertolkt door zeven tuimelaars, waarvan Suzy en Cathy de bekendste waren. In 1997 stierf Bebe, de laatste der tuimelaars die de rol van Flipper in de originele serie speelden, op 41-jarige leeftijd in het zee-aquarium van Miami.
Het succes van de film en de televisieserie zorgde voor een grote belangstelling voor dolfijnen. Verschillende dolfinaria werden in deze tijd gesticht, waaronder het Dolfinarium Harderwijk (1965) en het Boudewijn Seapark in Brugge.
In 1996 verscheen nog een film over Flipper: een remake van de film uit 1963.
In 2009 verscheen de met een Oscar bekroonde documentaire The Cove, met voormalig trainer van de Flipper-dolfijnen Ric O'Barry in de hoofdrol. The Cove maakte de dolfijnenslachtingen in Japan wereldwijd bekend. O'Barry was een van de eerste dolfijnentrainers ter wereld. Het keerpunt in O'Barrys carrière was het moment dat een van de dolfijnen die Flipper speelden, Kathy, volgens O'Barry mogelijk zelfmoord pleegde. Sindsdien zet hij zich met het "Ric O'Barry's Dolphin Project" samen met burgers en dierenbelangenorganisaties wereldwijd in tegen gevangenschap in dolfinaria en de drijfjacht op dolfijnen voor dolfinaria in Japan.